# Мухоловка (деревня)
Мухоловка — деревня в Лаголовском сельском поселении Ломоносовского района Ленинградской области.

## История
На «Топографической карте окрестностей Санкт-Петербурга» Военно-топографического депо Главного штаба 1817 года упомянута деревня Авраг, состоящая из 15 крестьянских дворов.
На карте Санкт-Петербургской губернии Ф. Ф. Шуберта 1834 года она названа деревня Мухолово.

МУХОЛОВО или АВРАГИ — деревня принадлежит ведомству Красносельской удельной конторы, число жителей по ревизии: 54 м. п., 52 ж. п. (1838 год)

На карте профессора С. С. Куторги 1852 года деревня обозначена как Мухолово (Овраги).

МУХОЛОВО или ОВРАГИ — деревня Красносельского удельного имения, по почтовому тракту, число дворов — 15, число душ — 54 м. п. (1856 год)

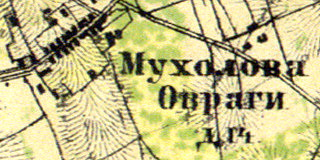
Деревня Мухоловка на карте 1860 года

Согласно «Топографической карте частей Санкт-Петербургской и Выборгской губерний» в 1860 году деревня называлась Мухолова, она же Овраги и насчитывала 14 крестьянских дворов.

МУХОЛОВО (ОВРАГИ) — деревня удельная при пруде, число дворов — 15, число жителей: 59 м. п., 64 ж. п. (1862 год)

В 1885 году деревня называлась Мухолова (Овраги) и насчитывала 29 дворов.
В конце XIX — начале XX века деревня административно относилась к Дудергофской волости 3-го стана Царскосельского уезда Санкт-Петербургской губернии.
К 1913 году количество дворов в деревне Мухолово (Овраги) не изменилось.
С 1917 по 1923 год деревня входила в состав Лаголовского сельсовета Дудергофской волости Детскосельского уезда.
С 1923 года в составе Красносельской волости Троцкого уезда.
С 1924 года в составе Дудергофского сельсовета.
С 1926 года вновь в составе Лаголовского сельсовета. Согласно данным переписи населения СССР 1926 года в деревне Мухолово проживали 223 человека — все русские.
С 1927 года в составе Урицкого района.
С 1928 года в составе Русско-Высоцкого сельсовета. В 1928 году население деревни Мухоловка также составляло 223 человека.
С 1930 года в составе Ленинградского Пригородного района.
По данным 1933 года деревня называлась Мухалово и входила в состав Русско-Высоцкого сельсовета Ленинградского Пригородного района.
С 1936 года в составе Красносельского района.

План деревни Мухоловка. 1939 год

Согласно топографической карте 1939 года деревня называлась Мухаловка и насчитывала 41 двор.
С 1 августа 1941 года по 31 декабря 1943 года деревня находилась в оккупации.
С 1955 года в составе Ломоносовского района.
С 1963 года в составе Гатчинского района.
С 1965 года вновь в составе Ломоносовского района. В 1965 году население деревни Мухоловка составляло 74 человека.
По данным 1966, 1973 и 1990 годов деревня Мухоловка также входила в состав Русско-Высоцкого сельсовета сельсовета Ломоносовского района.
В 1997 году в деревне Мухоловка Русско-Высоцкой волости проживало 8 человек, в 2002 году — 4 человека (все русские), в 2007 году — 12.

## География
Деревня расположена в юго-восточной части района на автодороге 41К-015 (Анташи — Красное Село), к северу от административного центра поселения деревни Лаголово.
Расстояние до административного центра поселения — 2 км.
Расстояние до ближайшей железнодорожной станции Красное Село — 6 км.

## Демография
| 1862 | 2002 | 2007 | 2010 | 2017 |
| ---- | ---- | ---- | ---- | ---- |
| 123  | ↘4   | ↗12  | ↗105 | ↘60  |

## Улицы
Луговая, Мира, Новосёлов, Озёрная, Полевая, Связи, Совхозный переулок, Солнечная, Счастливая
.